# Secreción
En biología, se llama secreción (del latín secretio) al proceso por el que una célula o un ser vivo vierte al exterior sustancias que realizan su función fuera de la célula. También se llama secreción a la sustancia liberada. El acto de verter una secreción se llama segregar. La secreción es inicialmente un proceso celular, en el que determinadas sustancias pasan del citoplasma al exterior por ósmosis o por exocitosis (esto último solo se encuentra en células eucariotas).

## Secreción en los organismos pluricelulares
En los organismos pluricelulares, la secreción es la función característica de los órganos llamados glándulas. En el caso de los animales verdaderos, que tienen un medio interno fisiológicamente regulado, se llaman secreciones endocrinas a las que se vierten al medio interno, y glándulas endocrinas a las que producen esas secreciones. Existen además glándulas exocrinas, como las salivales o las sudoríparas, que vierten al exterior (o a cavidades internas que comunican con el exterior como el tubo digestivo). En las plantas también hay glándulas, que vierten al exterior sal, aceites esenciales o como en el caso de los nectarios soluciones nutritivas (néctar).

## Secreción en las bacterias
La secreción no es exclusiva de los eucariontes, sino que también está presente en bacterias y arqueas. El sistema transportador dependiente de ATP (transportador ABC), es común a los tres dominios de la vida. El sistema Sec es otro sistema de secreción conservativo, pues es homólogo al traslocón del retículo endoplasmático eucariota (ejemplos son el complejo traslocón Sec 61 de la levadura y el complejo Sec YEG de las bacterias). La secreción a través de la vía Sec generalmente requiere la presencia de un péptido terminal N de señalización en la proteína secretada. Las bacterias Gram negativas presentan dos membranas, por lo que la secreción es topológicamente más compleja. Por lo menos existen seis sistemas especializados de secreción en las bacterias Gram negativas:

### Sistema de secreción de tipo II (T2SS)
El sistema de tipo II es la principal variación evolutiva de la vía secretora general. Las proteínas secretadas de este modo dependen del sistema Sec para el transporte inicial al periplasma. Una vez allí, atraviesan la membrana externa a través de un complejo multimérico de proteínas de secretina. Además de la proteína secretina, componen el aparato completo de secreción otras 10-15 proteínas de las membranas interna y externa, muchas de las cuales tienen una función todavía desconocida. Los pili de tipo IV de las bacterias Gram-negativas utilizan una versión modificada del sistema de tipo II para su biogénesis y, en algunas especies, ambos comparten ciertas proteínas.

### Sistema de secreción de tipo III (T3SS)
Este sistema de secreción es homólogo al cuerpo basal bacteriano. Se asemeja a una jeringa molecular mediante la cual la bacteria (por ejemplo, ciertos tipos de Salmonella, Shigella y Yersinia) inyecta proteínas en las células eucariotas. La puerta que regula el T3SS se abre con una baja concentración de Ca2+ en el citosol. Uno de los mecanismos de detección es el antígeno lcrV (respuesta al nivel bajo de calcio) de Y. pestis. A través de mecanismos similares, el sistema HRP en ciertos patógenos de las plantas inyecta harpinas. El sistema de secreción de tipo III se descubrió por primera vez en Y. pestis y demostró que las toxinas pueden ser inyectadas directamente desde el citoplasma de la bacteria en el citoplasma de las células huésped en lugar de simplemente en el medio extracelular.

### Sistema de secreción de tipo IV (T4SS)
El sistema de secreción de tipo IV es homólogo a la maquinaria de conjugación bacteriana (y a los flagelos de las arqueas). Es capaz de transportar tanto ADN como proteínas. Fue descubierto en Agrobacterium tumefaciens, que utiliza este sistema para introducir el plásmido Ti y proteínas en el huésped que parasita. Helicobacter pylori utiliza este sistema de secreción para inyectar CagA en las células epiteliales gástricas. Bordetella pertussis, el agente causal de la tos ferina, segrega la toxina pertusis en parte a través de este sistema de secreción. Legionella pneumophila, el agente causante de la legionelosis, utiliza la secreción de tipo IV, conocida como icm/dot, para traslocar numerosas proteínas efectoras en el huésped eucariota.

### Sistema de secreción de tipo V (T5SS)
Este sistema de secreción, también denominado sistema de autotransporte, implica el uso del sistema Sec para traspasar la membrana externa. Las proteínas que utilizan esta vía tienen la capacidad de formar un beta-barril con su terminal C, que se inserta en la membrana externa, permitiendo que el resto del péptido (el dominio de pasajeros) alcance el exterior de la célula. A menudo, los autotransportadores se separan, dejando el dominio beta-barril en la membrana externa y liberando el dominio transportado. Se cree que los remanentes de la autotransportadores dan lugar a las porinas que forman estructuras beta-barril similares.

### Sistema de secreción de tipo VI (T6SS)
Las proteínas secretadas por el sistema de tipo VI carecen de secuencias de señalización de terminal N y, por tanto, presumiblemente no atraviesan la vía Sec. Este sistema de secreción fue inicialmente descrito en Vibrio cholerae y Pseudomonas aeruginosa, pero en la actualidad se conoce en muchas bacterias Gram-negativas.